# Liste du patrimoine immobilier classé de Beyne-Heusay
Cette page regroupe l'ensemble du patrimoine immobilier classé de la ville belge de Beyne-Heusay.
| Objet                                                                                       | Année de construction / Architecte | Adresse                      | Section communale | Coordonnées                      | Numéro d’inventaire | Illustration                                                                         |
| ------------------------------------------------------------------------------------------- | ---------------------------------- | ---------------------------- | ----------------- | -------------------------------- | ------------------- | ------------------------------------------------------------------------------------ |
| Site formé par les 5 tilleuls entourant la petite chapelle Saint-Anne à Beyne-Heusay        |                                    | Beyne-Heusay rue sainte Anne |                   | 50° 36′ 58″ nord, 5° 38′ 33″ est | 62015-CLT-0001-01   | Site formé par les 5 tilleuls entourant la petite chapelle Saint-Anne à Beyne-Heusay |
| Un hêtre pourpre et ses abords immédiats situés dans le parc attenant à la maison communale |                                    |                              |                   | 50° 37′ 23″ nord, 5° 39′ 08″ est | 62015-CLT-0003-01   | Image manquanteTéléverser                                                            |